# Żerocin
Żerocin – wieś sołecka w Polsce położona w województwie lubelskim, w powiecie bialskim, w gminie Drelów.
Wieś jest sołectwem w gminie Drelów. Według Narodowego Spisu Powszechnego z roku 2011 wieś liczyła 563 mieszkańców.
Do 1954 roku istniała gmina Żerocin. W latach 1975–1998 miejscowość administracyjnie należała do województwa bialskopodlaskiego.
Wierni Kościoła rzymskokatolickiego należą do parafii Niepokalanego Poczęcia Najświętszej Maryi Panny w Drelowie.

## Części wsi
| SIMC    | Nazwa        | Rodzaj    |
| ------- | ------------ | --------- |
| 0011995 | Dworszczyzna | część wsi |
| 0012003 | Lipiny       | część wsi |
| 0012010 | Ozercy       | część wsi |
| 0012026 | Przymiarki   | część wsi |
| 0012032 | Rekicy       | część wsi |

## Historia
Wieś była własnością starosty guzowskiego i nowomiejskiego Stanisława Opalińskiego, leżała w województwie podlaskim w 1673 roku. 
W wieku XIX folwark w dobrach Międzyrzec hrabiny Potockiej. Dobra  Międzyrzec i Witoroż,  składały się wówczas się z folwarków: Zadworny, Halasy, Dołhołęka, Żerocin, Ostrówki, Turów, Łózki, Drelów, Witoroż, Danówka. Rogoźnica, Przyłuki, Krzewica, Żabce, Tuliłów, Grabowiec i Bereza. 
W roku W 1866 r. posiadały rozległość  44 503 mórg (24 922 ha).